# Міжнародна комісія з радіаційного захисту
Міжнародна комісія з радіаційного захисту (МКРЗ) є незалежною міжнародною неурядовою організацією, яка надає рекомендації та вказівки з радіаційного захисту.
Заснована в 1928 році на другому Міжнародному Конгресі з радіології в Стокгольмі.
Складається з Головної Комісії та п'яти Комітетів: по Радіаційному захисту, по Дозам радіаційного впливу, з Захисту в медицині, по Застосуванню рекомендацій МКРЗ і по Захисту навколишнього середовища.

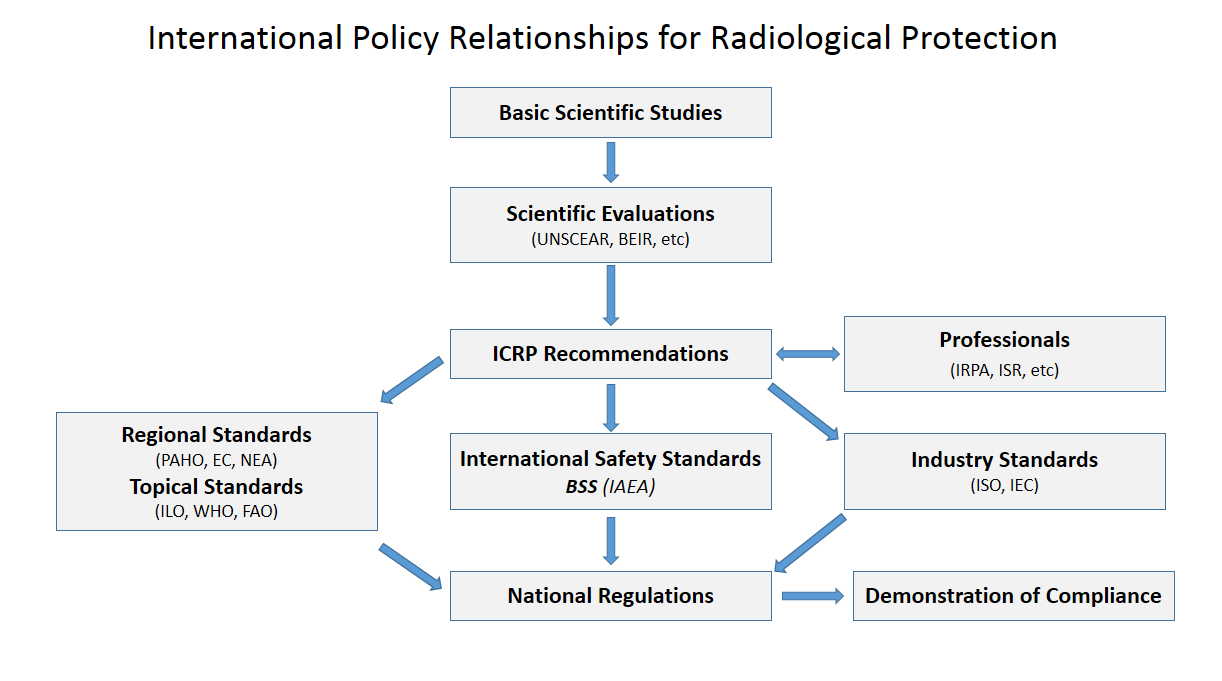
Політики міжнародних відносин в галузі радіаційної безпеки і захисту